# 廿里町
廿里町（とどりまち）は、東京都八王子市の地名。難読地名のひとつ。丁番を持たない単独町名であり、住居表示未実施区域。郵便番号は193-0843（八王子西郵便局管区）。

## 地理
東は長房町、西は西浅川町、南は高尾町、北は元八王子町と接している。
八王子市の西南部に位置する。森林総合研究所多摩森林科学園や武蔵陵墓地の一部が大部分を占めている。

### 河川
- 南浅川

## 歴史
町制施行前は下長房村、施行後は横山村に属していた。

### 地名の由来
下長房村の小字・小名であった十十里（とどり）に由来する。他に鳥取とも表記されていた。鎌倉から20里であったことが地名の由来ともされるが、定かではない。

### 沿革
- 1889年（明治22年）4月1日 - 町村制施行により、神奈川県南多摩郡散田村、下長房村、下椚田村、館村、寺田村、大船村が合併し横山村が成立する。下長房村が横山村大字下長房となる。
- 1893年（明治26年）4月1日 - 南多摩郡が北多摩郡、西多摩郡とともに東京府へ編入する。
- 1921年（大正10年）2月 - 帝室林野管理局林業試験場が宮内省によって設立。
- 1955年（昭和30年）4月1日 - 横山村が元八王子村、恩方村、川口村、加住村、由井村とともに八王子市へ編入する。横山村大字下長房は八王子市大字下長房となる。
- 1956年（昭和31年）10月1日 - 町名変更により八王子市大字下長房が八王子市長房町となる。
- 1982年（昭和57年）11月1日 - 長房町西部が分離、廿里町ができる。
- 1988年（昭和63年）10月 - 農林水産省林業試験場浅川実験林が森林総合研究所多摩森林科学園と改称する。

## 世帯数と人口
2017年（平成29年）12月31日現在の世帯数と人口は以下の通りである。
| 町丁   | 世帯数  | 人口  |
| ------ | ------- | ----- |
| 廿里町 | 325世帯 | 716人 |

## 小・中学校の学区
市立小・中学校に通う場合、学区は以下の通りとなる。
| 番地 | 小学校               | 中学校               |
| ---- | -------------------- | -------------------- |
| 全域 | 八王子市立浅川小学校 | 八王子市立浅川中学校 |

## 交通
最寄り駅は高尾駅である。

### 路線バス
- 西東京バス
  - 高尾駅南口・北口〜森林科学園〜 グリーンタウン高尾・恩方車庫・ホーメストタウン・宝生寺団地・美山町・陣馬高原下方面
    - 但し、森林科学園バス停は高尾駅発のみ停車

### 道路・橋梁
- 東京都道46号八王子あきる野線（高尾街道）
- 東京都道47号八王子町田線（町田街道）
- 敷島橋（南浅川）

## 施設

### 行政
- 森林総合研究所多摩森林科学園
- 農林水産省農林水産研修所
- 林野庁森林技術総合研修所

### 史跡
- 武蔵陵墓地
- 廿里古戦場

### 神社
- 白山神社